# Schodkowanie

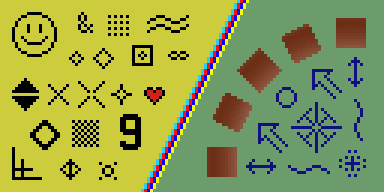
Obraz przeskalowany metodą nearest-neighbor interpolation w celu uwidocznienia efektu schodkowania na krawędziach symboli

Schodkowanie (ang. jaggies) – nieformalna nazwa dla artefaktów w grafice rastrowej, polegających na nienaturalnym odwzorowaniu ukośnych krawędzi linii. Zjawisko schodkowania nie powinno być mylone z artefaktami kompresji.
Rozwiązaniem tego problemu jest zastosowanie antyaliasingu, którego działanie polega na wygładzaniu krawędzi pomiędzy obszarami o dużej różnicy jasności.